# Az Európai Unió tagállamai

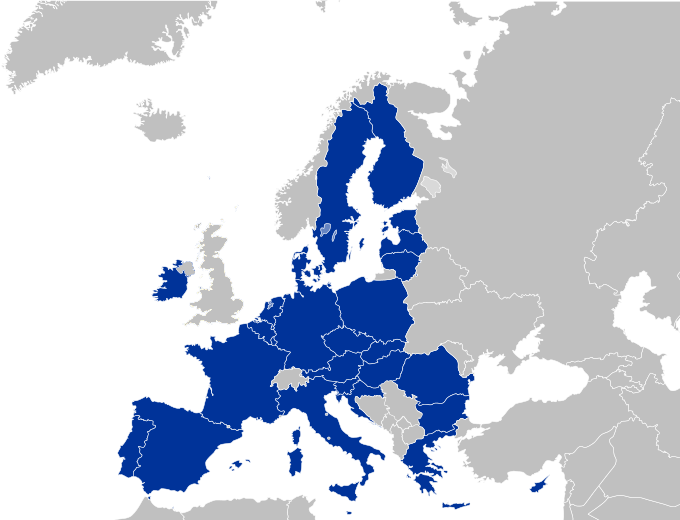
Az EU 27 tagállama a 2020-as évek elején

A 2020-as évek elején az Európai Unió (EU) 27 tagállamból áll, amelyek aláírták az unió szerződéseit, és ezáltal osztoznak a tagsággal járó kiváltságokban és kötelezettségekben.

## Tagállamok

A Brexit óta – melynek során az Egyesült Királyság kivált – 27 tagállama van Európa gazdasági-politikai egyesülésének, az Európai Uniónak. Zárójelben a csatlakozás éve
- Ausztria (1995)
- Belgium (alapító tag: 1952/58)
- Bulgária (2007)
- Ciprus (2004)
- Csehország (2004)
- Dánia (1973)
- Észtország (2004)
- Finnország (1995)
- Franciaország (alapító tag: 1952/58)
- Görögország (1981)
- Hollandia (alapító tag: 1952/58)
- Horvátország (2013)
- Írország (1973)
- Lengyelország (2004)
- Lettország (2004)
- Litvánia (2004)
- Luxemburg (alapító tag: 1952/58)
- Magyarország (2004)
- Málta (2004)
- Németország (alapító tag: 1952/58)
- Olaszország (alapító tag: 1952/58)
- Portugália (1986)
- Románia (2007)
- Spanyolország (1986)
- Svédország (1995)
- Szlovákia (2004)
- Szlovénia (2004)

### Tagjelölt országok
A következő országok nyújtottak be jelentkezési kérelmet:
- Törökország (→ Törökország csatlakozása az EU-hoz)
- Észak-Macedónia
- Szerbia (→ Szerbia csatlakozása az EU-hoz)
- Montenegró
- Albánia
- Ukrajna (→ Ukrajna csatlakozása az EU-hoz)
- Moldova
- Bosznia-Hercegovina
- Grúzia

### Potenciális tagjelöltek
A potenciális tagjelölt országok még nem teljesítik az uniós tagsággal járó követelményeket.
- Koszovó
- Örményország

### Korábbi tagállamok
- Egyesült Királyság (1973–2020) (Az ország kilépésével kapcsolatban lásd: Brexit)

## Nem tagállamok
Államok, melyek nem az EU tagországai, de az EFTA tagjai, amelyek szabadkereskedelmi szerződésben állnak az EU országaival is:
- Izland
- Norvégia
- Svájc

Elutasítva
- Marokkó

## A tagállamok összehasonlítva
A tagállamok összehasonlítva, rendezhető táblázatban:

| Név           | Csatlakozás az unióhoz | Népesség (2021) | Terület (km²) | GDP (US$ M) | GDP/fő (USD, PPP) | Valuta | Nyelvek                        |
| ------------- | ---------------------- | --------------- | ------------- | ----------- | ----------------- | ------ | ------------------------------ |
| Ausztria      | 1995                   | 8 926 000       | 83 855        | 447 718     | 55,406            | euró   | német                          |
| Belgium       | alapító                | 11 566 041      | 30 528        | 517 609     | 50,114            | euró   | francia holland német          |
| Bulgária      | 2007                   | 6 916 548       | 110 994       | 66 250      | 23,741            | leva   | bolgár                         |
| Horvátország  | 2013                   | 4 036 355       | 56 594        | 60 702      | 27,681            | euró   | horvát                         |
| Ciprus        | 2004                   | 896 000         | 9251          | 24 280      | 39,079            | euró   | görög török                    |
| Csehország    | 2004                   | 10 574 153      | 78 866        | 246 953     | 40,293            | korona | cseh                           |
| Dánia         | 1973                   | 5 833 883       | 43 075        | 347 176     | 57,781            | korona | dán                            |
| Észtország    | 2004                   | 1 330 068       | 45 227        | 31 038      | 37,033            | euró   | észt                           |
| Finnország    | 1995                   | 5 527 493       | 338 424       | 269 654     | 49,334            | euró   | finn svéd                      |
| Franciaország | alapító                | 67 439 614      | 632 833       | 2 707 074   | 45,454            | euró   | francia                        |
| Németország   | alapító                | 83 120 520      | 357 386       | 3 863 344   | 53,571            | euró   | német                          |
| Görögország   | 1981                   | 10 682 547      | 131 990       | 214 012     | 29,045            | euró   | görög                          |
| Magyarország  | 2004                   | 9 730 772       | 93 030        | 170 407     | 32,434            | forint | magyar                         |
| Írország      | 1973                   | 5 006 324       | 70 273        | 384 940     | 89,383            | euró   | angol ír                       |
| Olaszország   | alapító                | 59 862 348      | 301 338       | 1 988 636   | 40,065            | euró   | olasz                          |
| Lettország    | 2004                   | 1 893 223       | 64 589        | 35 045      | 30,579            | euró   | lett                           |
| Litvánia      | 2004                   | 2 795 680       | 65 200        | 53 641      | 38,605            | euró   | litván                         |
| Luxemburg     | alapító                | 633 347         | 2586,4        | 69 453      | 112,875           | euró   | francia német luxemburgi       |
| Málta         | 2004                   | 516 100         | 316           | 14 859      | 43,086            | euró   | máltai angol                   |
| Hollandia     | alapító                | 17 614 840      | 41 543        | 902 355     | 57,101            | euró   | holland                        |
| Lengyelország | 2004                   | 37 840 001      | 312 685       | 565 854     | 33,739            | złoty  | lengyel                        |
| Portugália    | 1986                   | 10 298 252      | 92 212        | 236 408     | 33,131            | euró   | portugál                       |
| Románia       | 2007                   | 19 186 201      | 238 391       | 243 698     | 30,141            | lej    | román                          |
| Szlovákia     | 2004                   | 5 459 781       | 49 035        | 106 552     | 32,184            | euró   | szlovák                        |
| Szlovénia     | 2004                   | 2 108 977       | 20 273        | 54 154      | 38,506            | euró   | szlovén                        |
| Spanyolország | 1986                   | 47 394 223      | 504 030       | 1 397 870   | 38,143            | euró   | spanyol galíciai katalán baszk |
| Svédország    | 1995                   | 10 370 000      | 449 964       | 528 929     | 52,477            | korona | svéd                           |
| Össz / Átlag  | –                      | 447 562 291     | 4 224 488,4   | 15 687 843  | 35 083            |        |                                |